# Picher (Oklahoma)
Picher ist eine ehemalige Stadt im Ottawa County, Oklahoma, Vereinigte Staaten.

## Geschichte
Die Stadt ist bekannt als Zentrum der Tar Creek Superfund site. Dabei handelt es sich um ein etwa 100 km² großes von den US-Behörden ausgewiesenes ökologisches Notstandsgebiet, das extrem hohe Belastung mit Schwermetallen, insbesondere Blei, verursacht durch bis in die 1970er Jahre blühenden Blei- und Zink-Abbau in der Umgebung der Stadt, aufweist. Nach langem Streit um die Sanierung der Böden zumindest im Stadtgebiet beschlossen die Behörden 2007 die Einwohner der Stadt umzusiedeln und die Stadt Picher selbst aufzugeben.
Während der Blütezeit der Minen um die Zeit des Zweiten Weltkrieges lebten rund 16.000 Menschen in Picher. Nach dem Ende des Bergbaus entvölkerte sich die Stadt zusehends, so dass 2007 nur noch um die 1000 Einwohner gezählt wurden. Im Mai 2008 wurde die Einwohnerzahl auf nur noch ungefähr 800 geschätzt, als die Ortschaft von einem Tornado heimgesucht und weitestgehend zerstört wurde. Ein Wiederaufbau der Stadt wurde wegen der geplanten Evakuierung ausgeschlossen. Picher ist inzwischen eine Geisterstadt. Im Jahr 2013 wurde die Stadt offiziell aufgelöst.

## Trivia
Picher ist Thema in Folge 2 der zweiten Staffel der Dokufiktion-Serie Zukunft ohne Menschen („Giftwolken“, USA 2010). Die in der Stadt aufgetretenen Umweltschäden erscheinen dort als Beispiel für das, was nach einem fiktiven Verschwinden der Menschheit global mit deren Hinterlassenschaften geschehen würde.